# Peter James
Peter James är en brittisk författare mest känd för sina kriminalromaner och skaparen av romanfiguren Roy Grace, kriminalinspektör i Brighton. Hans böcker finns översatta till 38 språk och har sålts i mer än 21 miljoner exemplar.

## Uppväxt och utbildning
James föddes i Hove utanför Brighton där han också växte upp. Hans pappa James Burnett arbetade som kamrer. Hans mamma var österrikiska och en känd handskmakare som bland annat gjorde handskar till den brittiska hovet. James gick på internatskolan Charterhouse i Godalming i Sussex. Han vidareutbildade sig senare under två år på Ravensbournes filmskola i Bromley. 

## Privatliv
James är intresserad av kriminologi, religion och vetenskap men också av det paranormala. Peter James har ett stort bilintresse med Aston Martins, AMG, Brabus Mercedes, en  Bentley Continental GT och två klassiska Jaguar E-Type.  Han innehar också en internationell tävlingslicens och har tävlat i England.
Peter James är gift med Lara James. 

## Arbeten

### Film
James har varit engagerad i 26 olika filmer antingen som manusförfattare eller producent:
- Host från 1993 tv-filmades 1998 i filmen Virtual Obsession [3]
- Children Shouldn't Play with Dead Things[4]
- Neptunkatastrofen (The Neptune Factor)[5]
- Blue Blood (1973)[6]
- Malachi's Cove[7]
- The Blockhouse med Peter Sellers[8]
- Spanish Fly (1976) med Terry-Thomas och Leslie Phillips[9]
- A Different Loyalty med Sharon Stone [10]
- The Bridge of San Luis Rey (2004 film) med Robert De Niro[11]
- The Statement med Michael Caine. [12]
- Köpmannen i Venedig, regisserade av Michael Radford [13]

### Television
Romanen Prophecy från 1992 användes 1995 i första avsnittet av tv-serien Chiller. 2021 filmades romanerna Dead Simple (Levande begravd) och Looking Good Dead (Ett snyggt lik) för tv-bolaget ITV.